# 林芝湍蛙
林芝湍蛙（学名：Amolops nyingchiensis），一种于中华人民共和国西藏自治区林芝市墨脱县发现的两栖动物，隶属于蛙科湍蛙属。

## 形态特征
林芝湍蛙体型中等，雄蛙体长48.5～58.3毫米，雌蛙体长57.6～70.7毫米。身体背面呈肉黄褐色，散布小黑点；体侧灰而橄榄绿，伴有黑色斑点；前置背面呈红褐色，后肢背面颜色更暗，后肢侧面呈咬鹃黄，四肢背面具有不规则黑色横纹；喉部和胸部呈浅粉白色，分布有黑色的蠕虫状纹路，腹部为灰白色。